# Ken Bates
Kenneth William Bates (Ealing (Londen), 4 december 1931) is een Engels zakenman. Van 1982 tot 2004 was hij eigenaar van Chelsea FC en van mei 2011 tot november 2012 van Leeds United, waarvan hij sinds 2005 al de helft van de aandelen in bezit had.
Naar eigen zeggen was Bates vroeger supporter van de Queens Park Rangers. Hij woont in Monaco.